# 仁丹塔

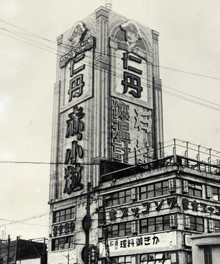
初代仁丹塔。

仁丹塔（じんたんとう）は、かつて東京の浅草に所在した仁丹の広告塔である。

## 歴史
津村順天堂は1893年に婦人薬「中将湯」を発売すると、本社社屋にガスイルミネーションを設けるなど広告を展開して凌雲閣（浅草十二階）そばの活動写真館「千束館」の屋上に看板を設けた。1905年に森下南陽堂（同時期に森下博薬房に改称、現在の森下仁丹）が「仁丹」を発売すると、中将湯に代わり千束館の屋上に看板を掲出した。これが仁丹と凌雲閣との関わりの始まりである。ほかにも新聞広告や薬店の突き出し看板、京都市内の町名表示板などに広告を展開し、薬局や祭礼地などに「仁丹遊園（仁丹パーク）」と称する自動販売機を設置した。塔状の外観で、代金を投入すると取出口から仁丹や浅草観音のおみくじが出てくるとともに、覗き穴から美人画などの立体映像を観られた。1907年に大阪駅前で大型広告看板を設置し、東京の神田と上野で広告塔を設置した。
浅草に仁丹塔を建てたのは昭和以降で、関東大震災で凌雲閣が倒壊してから9年後の1932年に、国際通りと雷門通りの交差点に近い西浅草一丁目8番の4階建ビル屋上に、四角柱型の広告塔を設置した。上半分は「大礼服マーク」、下半分は「赤.小粒」「石鹸」「体温計」などの商品名を表示した。この仁丹塔は第二次世界大戦の金属回収で解体された。
1954年に再建された仁丹塔は凌雲閣を模して、側面に「東京名物浅草十二階仁丹広告塔」と記された。高さは約45メートルで、電飾はロゴや塔の外縁だけでなく窓にも施されたが、この窓は描かれたもので実際は開かなかった。内部は電気配線や点検用の螺旋階段があるが、観光客が登ることはできなかった。1986年6月に解体されたあとも仁丹の看板が残ったが2000年に撤去され、現在は土台となったビルの壁面にプレートだけが残る。

## 仁丹塔を描いた作品
- あがた森魚『仁丹塔の唄』（1985年のアルバム「永遠の遠国」に収録）[6]
- 映画『夢みるように眠りたい』[6]
- 映画『の・ようなもの』
- 漫画『こちら葛飾区亀有公園前派出所』76巻「浅草七ツ星物語の巻」（ISBN 978-4088523705）
- 田村隆一『ぼくの東京』（仁丹塔が表紙に使われた）[6]（ISBN 978-4195984383）
- 小沢昭一『ぼくの浅草案内』（仁丹塔が表紙に使われた）（ISBN 9784480036742）

## 浅草以外の「仁丹塔」
浅草の仁丹塔より以前の1907年に大阪の梅田、1908年に東京の神田、1922年に上野、それぞれに大型広告塔を設置した。1963年に渋谷に完成した「東京渋谷仁丹ビル」は、建物全体がネオン塔であった。渋谷の仁丹ビル跡は2015年に「徳真会クオーツタワー」ビルが建てられた。

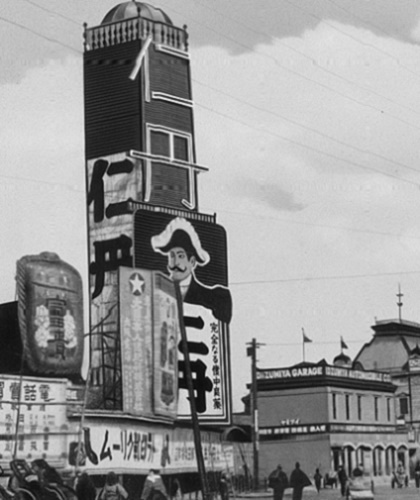
大阪の仁丹塔
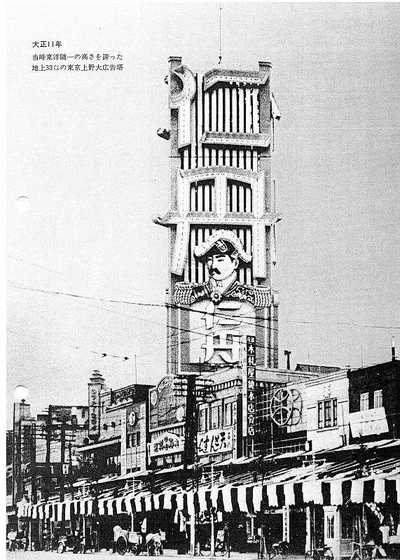
上野の仁丹塔